# Garota do Momento
Garota do Momento foi uma telenovela brasileira produzida e exibida pela TV Globo de 4 de novembro de 2024 a 27 de junho de 2025, em 202 capítulos. Substituiu No Rancho Fundo e foi substituída por Êta Mundo Melhor!, sendo a 101.ª "novela das seis" da emissora.
Criada e escrita por Alessandra Poggi, com colaboração de Adriana Chevalier, Rita Lemgruber, Pedro Alvarenga, Aline Garbati e Mariani Ferreira. Conta com a direção de Tande Bressane, Matheus Malafaia, Mayara Aguiar e Natália Warth, sob a direção geral de Jeferson De e direção artística de Natália Grimberg.
Contou com Duda Santos, Pedro Novaes, Maisa, Carol Castro, Fábio Assunção, Cauê Campos, Letícia Colin e Lília Cabral nos papéis centrais.

## Enredo
Em 1942, a lavadeira e pintora Clarice (Carol Castro) cuida da filha pequena Beatriz (Laura Morena) —  cujo pai foi assassinado brutalmente após ser confundido com um bandido —  com a ajuda da sogra, Carmem (Solange Couto), dona de um orfanato para crianças em Petrópolis. Com a esperança de exibir suas telas em uma exposição de arte, Clarice viaja para o Rio de Janeiro, planejando retornar logo depois para buscar a filha. No entanto, ao chegar à Cidade Maravilhosa, conhece o empresário Juliano Alencar (Fábio Assunção), herdeiro da Perfumaria Carioca, uma das maiores marcas de sabonete do país, que se apaixona profundamente por ela. O romance não é bem aceito pela mãe de Juliano, a ardilosa e manipuladora Maristela (Lília Cabral), que se opõe ao casamento do filho com Clarice ao saber que a futura nora já tem uma filha com outro homem. Outro fator que complica a relação é uma antiga amante de Juliano, a vedete Valéria (Julia Stockler), que exige que este assuma a paternidade de uma filha que teve com ela. Durante uma discussão, Juliano mata acidentalmente Valéria, e o crime é testemunhado por Clarice, que acaba atropelada ao tentar fugir. Devido ao acidente, Clarice perde a memória, e Maristela decide se aproveitar da condição da moça e criar um falso passado para ela na intenção de acobertar o crime. Juliano, disposto a tudo para ficar com Clarice, aceita. Assim, Clarice ganha uma falsa irmã, a ambiciosa Zélia (Letícia Colin), secretária de Maristela na Perfumaria Carioca, e uma nova filha — fruto do caso de Juliano com Valéria.
Dezesseis anos depois, em 1958, uma época marcada pelo seu otimismo cultural e político, a popularização do rock and roll e o nascimento da bossa nova, Beatriz (Duda Santos) agora é uma jovem que ensina crianças no orfanato da avó e cresceu acreditando que a mãe morreu. Um dia, ao ver uma foto da mesma em uma revista, decide mudar-se para o Rio de Janeiro atrás do seu paradeiro. Porém, ao reencontrá-la, não é reconhecida pela mãe, e, pior ainda, acredita que ela a substituiu com uma nova filha, Bia (Maisa), uma jovem mimada, autoritária e manipuladora. Para complicar mais a situação, Beatriz coincidentemente se apaixona pelo namorado de Bia, o jornalista Beto (Pedro Novaes), um jovem idealista, boêmio e adepto de festas e rodas de samba, que vive em conflito com os pais, Raimundo (Danton Mello), um publicitário preconceituoso, e Lígia (Paloma Duarte), que abdicou das obrigações sociais das mulheres da época para viver o seu sonho de ser cantora, saindo de casa e deixando Beto e seus irmãos, o ambicioso Ronaldo (João Vitor Silva) e a romântica Celeste (Débora Ozório), com o pai. O amor entre Beatriz e Beto é dificultado pela saúde frágil de Bia, que nasceu com comunicação interatrial e usa disso para manipular Beto e mantê-lo no relacionamento. Em meio à descoberta do amor e as tentativas de se reconciliar com o passado, Beatriz também enfrenta o preconceito da sociedade ao se tornar garota-propaganda da Perfumaria Carioca, o que a coloca novamente em convivência com Clarice, que agora comanda uma escola de bons modos para as moças da época e decide ajudá-la a adentrar na alta sociedade, sem que Juliano desconfie que Beatriz é a filha que ele afastou de Clarice.

## Elenco
| Intérprete                | Personagem                                                                   |
| ------------------------- | ---------------------------------------------------------------------------- |
| Duda Santos               | Beatriz Toledo Dourado / Aurélia Camargo                                     |
| Pedro Novaes              | Roberto Bragança Sobral (Beto)                                               |
| Maisa Silva               | Beatriz Alencar (Bia) / Isabel Batista Alencar / Adelaide Amaral             |
| Carol Castro              | Clarice Teixeira Martins Alencar / Clarice de Souza Dourado                  |
| Fábio Assunção            | Juliano Alencar                                                              |
| Lília Cabral              | Maristela Alencar                                                            |
| Letícia Colin             | Zélia Teixeira Martins Godoy / Zélia Ribeiro / Branca Rangel / Odete Queiroz |
| Cauê Campos               | Basílio Oliveira                                                             |
| Palomma Duarte            | Lígia Bragança Sobral                                                        |
| Danton Mello              | Raimundo Sobral                                                              |
| João Vítor Silva          | Ronaldo Bragança Sobral                                                      |
| Débora Ozório             | Celeste Bragança Sobral                                                      |
| Caio Manhente             | Eduardo Pacheco (Edu)                                                        |
| Eduardo Sterblitch        | Alfredo Honório                                                              |
| Eduardo Sterblitch        | Alfonso Assunción                                                            |
| Maria Eduarda de Carvalho | Teresa Bragança Honório                                                      |
| Maria Flor                | Anita Pacheco                                                                |
| Felipe Abib               | Nelson Pacheco                                                               |
| Klara Castanho            | Eugênia Bragança Honório                                                     |
| Pedro Goifman             | Gustavo Pacheco (Guto)                                                       |
| Mariana Sena              | Glória Regina Almeida (Glorinha)                                             |
| Ícaro Silva               | Ulisses Machado                                                              |
| Ana Flávia Cavalcanti     | Marlene dos Santos                                                           |
| Tatiana Tiburcio          | Vera Machado (Verinha)                                                       |
| Flávia Reis               | Jacira da Silva e Silva                                                      |
| Carla Cristina Cardoso    | Iolanda Soares                                                               |
| Bete Mendes               | Arlete Batista                                                               |
| Solange Couto             | Carmem Dourado                                                               |
| Gabriel Milane            | Luiz Cláudio Godoy (Topete)                                                  |
| Philipp Lavra             | Orlando Godoy                                                                |
| Rebeca Carvalho           | Ana Maria Soares                                                             |
| Caio Cabral               | Carlos Henrique dos Santos Pedroso (Carlito)                                 |
| Sergio Kauffmann          | Sérgio Amorim                                                                |
| Cridemar Aquino           | Sebastião Machado                                                            |
| Mariah da Penha           | Maria Aparecida (Aparecida)                                                  |
| Arlinda Di Baio           | Maria Conceição (Conceição)                                                  |
| Luisa Lovato              | Lúcia (Lucinha)                                                              |

### Participações especiais
| Intérprete               | Personagem                                                  |
| ------------------------ | ----------------------------------------------------------- |
| Julia Stockler           | Valéria Batista                                             |
| Silvero Pereira          | Érico Pedroso / Verônica Queen                              |
| Rocco Pitanga            | Dr. Gregório Prado                                          |
| Bella Piero              | Flora Rangel / Isabel Batista Alencar (falsa)               |
| João Vithor Oliveira     | Mauro Cardoso                                               |
| Elvis Vittorio           | Vinicius Ramos                                              |
| Caroline Dallarosa       | Camila Amorim                                               |
| Julia Lund               | Mônica Rangel                                               |
| Vincenzo Richy           | Rafael Rangel                                               |
| Xando Graça              | Dr. Eustáquio Pimenta                                       |
| Cilene Guedes            | Coralina                                                    |
| Jéssica Lamana           | Susana                                                      |
| Thiago Voltolini         | Rodolfo                                                     |
| Bruno Lourenço Fernandes | Geraldo Arthur Coutinho                                     |
| Stella Miranda           | Talía Assunción / Talía Taturana                            |
| Catarina Abdala          | Dulce                                                       |
| Daniel Rangel            | Cássio Praxedes Silva (Cássio Cavalcanti) / Fernando Seixas |
| Pablo Sanábio            | Onofre Fonseca                                              |
| Úrsula Corona            | Heloísa                                                     |
| Paulo Vieira             | Mirosmar Piratininga                                        |
| Carol Romano             | Mariana Cintra                                              |
| Malu Galli               | Violeta Camargo                                             |
| Marcello Novaes          | Eugênio Barbosa                                             |
| Angelo Paes Leme         | Otávio Tavares (Tavinho)                                    |
| Eli Ferreira             | Ruth de Souza                                               |
| Cinnara Leal             | Drª. Amália                                                 |
| Paula Braun              | Drª. Letícia                                                |
| Alice Borges             | Alcina Coutinho                                             |
| Guida Vianna             | Elvira                                                      |
| Jandir Ferrari           | Delegado Valdez                                             |
| Bruno Padilha            | Delegado Procópio Coelho                                    |
| Anselmo Vasconcelos      | Roberto Honório (Bob)                                       |
| Bruno Dubeux             | Giovanni                                                    |
| Maitê Padilha            | Alice                                                       |
| Bruce Gomlevsky          | Deputado Osmiro Côrtes                                      |
| Daniel Garcia            | Waldemar Santo                                              |
| Iza                      | Silvana                                                     |
| Tony Tornado             | Tony Viana                                                  |
| Tony Ramos               | Roberto Marinho                                             |
| Jeniffer Dias            | Elza Soares                                                 |
| Bárbara Sut              | Alaíde Costa                                                |
| Gaby Amarantos           | Emília Costa                                                |
| Alcione                  | Nazaré Dias                                                 |
| Gillray Coutinho         | Dr. Laurentino Dutra                                        |
| Simone Mazzer            | Madame Isolda                                               |
| Gabriel Corasini         | Igor                                                        |
| Rudson Dias              | Creiton                                                     |
| David Reis               | Renê                                                        |
| Giulie Oliveira          | Verinha                                                     |
| Julia Helen              | Lorena                                                      |
| Amanda Spanner           | Garota da boate                                             |
| Lucas Tors               | Alberto                                                     |
| Drayson Menezzes         | Alípio                                                      |
| Amanda Mirasci           | Valdete                                                     |
| Andréa Dantas            | Rosário                                                     |
| Laura Morena             | Beatriz Toledo Dourado (criança)                            |
| Alaíde Costa             | Ela mesma                                                   |

## Produção
À princípio, a trama inédita O País de Alice, de Lícia Manzo, havia sido aprovada para substituir Elas por Elas na "faixa das seis" a partir de abril de 2024, enquanto No Rancho Fundo, de Mário Teixeira, estrearia somente no segundo semestre do ano. A trama, que contaria com a direção artística de Natália Grimberg, focaria em uma jovem violinista italiana que descobriria suas raízes familiares no Brasil, porém, em 30 de agosto de 2023, a TV Globo anunciou o cancelamento do texto de Manzo, que já estava com os capítulos em produção, antecipando a novela de Teixeira. O principal motivo do cancelamento seria que a trama não possuía o apelo popular exigido pela direção atual de teledramaturgia da emissora, classificando a sinopse como elitista pela alta cúpula. Com a antecipação de No Rancho Fundo, a sinopse de Alessandra Poggi, que tinha sua previsão de estreia para o primeiro semestre de 2025, foi antecipada para substituir a trama a partir de novembro de 2024, com Grimberg assumindo a direção artística após o cancelamento de O País de Alice.
Inicialmente, a novela teve como título provisório Tutti Frutti, que é o mesmo nome de um famoso doce feito por frutas cítricas e que faria referência ao movimento cultural da década de 1950, plano de fundo da novela, além de ser o título de uma famosa canção, que mais tarde se tornaria o tema de abertura da trama. No entanto, em 6 de junho de 2024, durante a exibição do teaser de novidades para o segundo semestre, foi divulgado que o novo título da novela passaria a ser A Garota do Momento, cujo nome seria inspirado na canção Girl of the Moment, que foi uma das trilhas sonoras do filme Lady in the Dark (1944), indicado ao Óscar de 1945. O título também faz referência a protagonista da trama, que irá alcançar o sucesso no universo da moda e da publicidade, onde na época, o termo "garota do momento" tinha o mesmo peso do termo atual denominado de it girl. Posteriormente, o título foi simplificado para Garota do Momento, dando jus ao termo daquele período.

### Gravações
As gravações iniciaram-se em 19 de agosto de 2024, em Copacabana, bairro da zona sul do Rio de Janeiro, e na Glória, no Centro da cidade. Petrópolis, na região serrana fluminense, também servirá como locação. Em setembro, a equipe gravou cenas na Rua Teófilo Otoni, no Centro do Rio, de um bloco de carnaval onde Beatriz (Duda Santos) passará por ele quando chegar à cidade em busca da mãe.
Na criação do enredo da fictícia TV Ondas do Mar, a TV Globo utilizou equipamentos reais da década de 50 como iluminação, cortinas, câmeras e switcher, reproduzindo também paródias de produtos imaginários para representar os patrocinadores. Além disso, para produzir a fictícia novela Senhora (apesar desta já ter se tornado um dramalhão real em 1975 produzido pela própria Globo), a autora introduziu elementos da obra de José de Alencar. Os protagonistas na "nova versão" acabaram sendo os personagens Beatriz e Cássio Cavalcante (Daniel Rangel).

### Escolha de elenco
Bella Campos e Duda Santos foram os primeiros nomes convidados para realizarem os testes para interpretar a protagonista Beatriz, porém a segunda acabou ocupando o posto, após seu ótimo desempenho na primeira fase de Renascer (2024). Inicialmente, Rafael Vitti chegou a ser sondado para interpretar o protagonista Beto a pedido da autora, tanto por já ter protagonizado sua primeira trama, Além da Ilusão (2022), quanto por seu bom desempenho nos teste ao lado de Santos, no entanto, a emissora decidiu realocar-lo para o posto de antagonista, para desvincular o ator dos papeis de mocinho. Posteriormente, Vitti acabou saindo do projeto, sendo realocado para outro trabalho na emissora, enquanto Michel Joelsas, Daniel Rangel, Henrique Barreira, Pedro Alves, Luan Argollo, Danilo Mesquita e Pedro Novaes foram convidados para realizarem os testes para o papel. Novaes acabou passando nos testes e assumindo o personagem, marcando seu retorno às novelas desde a vigésima sétima temporada de Malhação, quando passou a se dedicar a carreira musical. Grazi Massafera foi convidada para interpretar Clarice, mãe da protagonista, porém recusou o convite por ter interesse em fazer projetos mais flexíveis, evitando a rotina extensa de gravações após os bastidores conturbados do remake de Dona Beja (2025), do serviço de streaming Max. Débora Nascimento foi convidada para interpretar a personagem, porém, também recusou o convite, apesar de já ter sido escalada inicialmente, sendo substituída por Carol Castro. Larissa Manoela, que fez sua estreia na emissora protagonizando Além da Ilusão, foi convidada pela autora para interpretar a antagonista Bia, mas recusou o convite alegando compromissos com as gravações de um filme para o serviço de streaming Netflix, além da atriz priorizar por projetos mais curtos. Em seguida, Klara Castanho teve seu nome sondado pela produção para interpretar a antagonista Bia, porém, de início as negociações não avançaram e a atriz acabou sendo escalada para interpretar Eugênia, melhor amiga da antagonista, trabalho que marca seu retorno as telenovelas em nove anos desde Além do Tempo (2015–16). Por fim, Maisa foi confirmada no papel da malvada Bia, marcando a sua estreia na emissora, além do retorno ás telenovelas desde Carinha de Anjo (2016–18), no SBT.
Outros nomes escalados para o elenco são Fábio Assunção, Paloma Duarte, Débora Ozório, Letícia Colin, Lília Cabral, Eduardo Sterblitch, Silvero Pereira, Maria Flor e Vitor Figueiredo. Assunção assumiu um dos antagonistas da trama, marcando seu retorno ao horário das seis desde Negócio da China (2008–09), porém, em relação a tramas de época neste horário, sua última foi Força de Um Desejo (1999–00). Duarte e Ozório foram sondadas após seus desempenhos em Além da Ilusão. Colin foi escalada para interpretar a tia da protagonista, marcando seu retorno ao horário desde uma participação especial em Nos Tempos do Imperador (2021–22). Cabral retorna ao horário das seis desde Chocolate com Pimenta (2003–04), sua última novela da faixa, já que a atriz passou a fazer séries e novelas do horário das sete e nove. Tanto em Chocolate como em Garota do Momento, Lília ficou como uma das vilãs principais da história. Inicialmente, Sterblitch havia sido escalado para Mania de Você (2024–25), porém, acabou sendo realocado para a trama de Poggi, onde interpreta um apresentador de televisão, retornando à faixa desde Éramos Seis (2019–20). Pereira e Flor retornam às telenovelas, com o primeiro desde Pantanal (2022) e a segunda desde A Lei do Amor (2016–17), com Pereira fazendo a sua estreia no horário das seis, enquanto Flor retorna à faixa desde Sete Vidas (2015). Figueiredo retorna as telenovelas em sete anos desde O Outro Lado do Paraíso (2017–18), porém retorna ao horário das seis desde Flor do Caribe (2013). Outro retorno confirmado foi o de Solange Couto, ausente do gênero desde O Tempo Não Para (2018–19), além de voltar ao horário das seis desde a primeira versão de Sinhá Moça (1986). Por questões pessoais, Pablo Sanábio que interpretaria o companheiro da personagem Zélia (Letícia Colin), teve que deixar o elenco. A direção decidiu substituí-lo por Philipp Lavra, este inicialmente escalado para viver o marido de Anita (Maria Flor), papel este que agora cabe a Felipe Abib.
A novela também marcou a estreia de Paulo Vieira ao gênero, entrando na reta final. Vieira havia sido sondado para integrar os elencos de Vale Tudo (2025) e Êta Mundo Melhor! (2025–26), a última sendo a substituta de Garota do Momento, porém, os dois convites não foram aceitos por conta dos projetos em que o humorista esteve presente, no caso, o programa de viagens Avisa Lá Que Eu Vou e o humorístico Pablo e Luisão.

## Exibição
O capítulo 24 não foi exibido em 30 de novembro de 2024 devido à transmissão da final da Copa Libertadores da América entre Atlético Mineiro e Botafogo. Com isso, a novela que teria 203 capítulos, fechou com 202.
Prevista inicialmente para acabar no dia 06 de junho de 2025, com 184 capítulos, a novela foi esticada em mais dezoito capítulos devido ao sucesso comercial e de crítica, além dos bons índices, passando a ter como previsão final o dia 27 de junho. Além disso, a sucessora, no caso, Êta Mundo Melhor!, sofria com os atrasos na escalação do elenco por conta da demora nas negociações e pela recusa de alguns atores, demandando alterações na história.
Com a grande repercussão nas redes sociais, a TV Globo anunciou a criação de cenas exclusivas da novela, sendo apelidadas de microdramas. Tais cenas paralelas foram focadas nas personagens Beatriz, Bia, Maristela e Jacira e estariam disponíveis nas mídias digitais da Globo entre o período de 23 a 27 de junho de 2025, coincidindo com a última semana da trama.
Devido à cobertura de jogos da Copa do Mundo de Clubes da FIFA, o último capítulo foi reprisado excepcionalmente no dia 30 de junho, em uma segunda-feira, sucedendo o Jornal Hoje e substituindo a reprise de História de Amor na faixa Edição Especial e o Vale a Pena Ver de Novo com A Viagem. É a segunda novela da faixa das seis desde Sabor da Paixão (2002–03) a não ter a reapresentação do desfecho no sábado.

## Música
A emissora divulgou no dia 14 de novembro, dez dias após a estreia da novela, a trilha sonora oficial da trama, através de uma playlist no seu perfil oficial do Spotify: 
- "Tutti Frutti", Little Richard (tema de abertura)
- "Cry Me a River", Iza
- "A Noite do Meu Bem", Gaby Amarantos
- "Querido Cupido", Celly Campello
- "La Bamba", Ritchie Valens
- "Chiclete com Banana", Jackson do Pandeiro
- "Se Acaso Você Chegasse", Criolo
- "Great Balls of Fire", Jerry Lee Lewis
- "Hound Dog", Elvis Presley
- "Enrolando o Rock", Cauby Peixoto
- "Smoke Gets in Your Eyes", Gloria Groove
- "Flor Amorosa", Ayrton Montarroyos part. Edmilson Capelupi
- "Carinhoso", Jota.pê
- "Pensando em Ti", Leo Santana
- "Love Has Found the Way", Dan Torres part. Nani Palmeira e Reno Duarte

Outras canções
- "Fascinação", Fran (Francisco Gil)
- "You Are My Destiny", Paul Anka
- "Queda de Braço", Alcione
- "Chega de Saudade", Pedro Novaes[163]

## Recepção

### Audiência
Estreou com 21 pontos, 22,5 de pico e 31,5% de share, segundo dados consolidados do Kantar IBOPE Media, referentes à Região Metropolitana de São Paulo, tendo a melhor estreia da faixa desde a reprise de Flor do Caribe, em agosto de 2020. O segundo capítulo registrou 19,6 pontos. No dia 23 de novembro de 2024, a novela registrou apenas 14,3 pontos, tendo como motivo a concorrência com a Final da Copa Sul-Americana de 2024, exibida no SBT. No dia 21 de dezembro, registrou um novo recorde negativo, com apenas 13 pontos, sendo ultrapassado em 15 de fevereiro de 2025 com 12,5 pontos, sendo o pior desempenho do horário desde fevereiro de 2024.
Durante o mês de dezembro de 2024, a novela oscilou em médias entre 15 e 17 pontos, chegando a 18 e 19 em algumas ocasiões. O motivo se deve às festas de fim de ano e ao verão, quando o número de televisores ligados diminui, mas também se deve ao fato de praticamente todas as emissoras terem caído no Ibope. Em janeiro de 2025, deu uma leve subida, com índices entre 18 e 19 pontos.
Na sequência das cenas em que a Clarice (Carol Castro) recupera a memória e reconhece Beatriz (Duda Santos) como a sua verdadeira filha, a novela bateu o seu primeiro recorde desde a estreia com 21,3 pontos no dia 14 de abril de 2025. No dia 22 a novela bateu mais um recorde com 22 pontos. Em 12 de maio bateu novo recorde com 22,1 pontos. No dia seguinte (13) superou a sua maior marca com 22,5 pontos.
O último capítulo registrou 21,5 pontos, tendo o melhor desfecho do horário em três anos desde Além da Ilusão, também de Alessandra Poggi. A reapresentação, exibida excepcionalmente das 14h40 ás 15h37, registrou 11,2 pontos. Apesar da subida dos índices após o período de festas e com algumas mexidas na história, a trama fechou com a média geral de 18,1 pontos, sendo a sexta menor média do horário das seis.
Controvérsias
Inicialmente aclamada por público e crítica, chegando a receber uma matéria na revista norte-americana Variety, Garota do Momento passou a lidar com críticas em determinado ponto da novela, sobretudo pelo desenvolvimento da relação entre Clarice (Carol Castro) e Beatriz (Duda Santos) e pela falta de punições para a vilã Bia (Maisa); em algumas cenas da novela, parte da audiência afirmou estar insatisfeita com a conivência de Clarice com as atitudes da filha mais nova, muitas vezes ignorando atitudes preconceituosas da mesma e demonstrando, mesmo após descobrir a verdade, dar prioridade a ela em relação a Beatriz, que acabou ficando de lado na trama nos últimos meses da novela.
Outro aspecto que gerou controvérsias envolveu o personagem Guto (Pedro Goifman). O jovem, que se descobre homossexual no decorrer da trama, teve seu envolvimento com Vinícius (Elvis Vittorio) cortado da trama, em uma possível interferência da alta cúpula da TV Globo, que também afetou anteriormente alguns folhetins como Vai na Fé e Amor Perfeito, ambas de 2023. A separação do casal, que foi ao ar no capítulo de 18 de março, e a redução da trama de Guto acabou sendo criticada nas redes sociais e apontada pela imprensa como um retrocesso.

## Prêmios e indicações
| Ano  | Premiação                        | Categoria                           | Indicação        | Resultado | Ref.    |
| ---- | -------------------------------- | ----------------------------------- | ---------------- | --------- | ------- |
| 2024 | Prêmio F5                        | Novela do Ano                       | Alessandra Poggi | Venceu    | [ 185 ] |
| 2024 | Prêmio F5                        | Atuação do Ano em Papel Coadjuvante | Carol Castro     | Venceu    | [ 185 ] |
| 2024 | Prêmio F5                        | Revelação do Ano                    | Duda Santos      | Venceu    | [ 185 ] |
| 2024 | Troféu Internet                  | Melhor Novela                       | Alessandra Poggi | Indicada  | [ 186 ] |
| 2025 | Prêmio APCA de Televisão         | Melhor Novela                       | Alessandra Poggi | Indicada  | [ 187 ] |
| 2025 | Seoul International Drama Awards | Melhor Série Dramática              | Alessandra Poggi | Pendente  | [ 188 ] |
| 2025 | Seoul International Drama Awards | Melhor Atriz                        | Duda Santos      | Pendente  | [ 188 ] |